# Seconde conquête de la Franche-Comté
Guerres de Louis XIV
Batailles
Bataille de Saint-Lothain (1673),Massacre d'Arcey (1674),  Siège de Pesmes (1674), Siège de Gray (1674), Bataille de Scey-sur-Saône (1674), Bataille de Chariez (1674), Siège de Vesoul (1674), Siège d'Arbois (1674), Bataille d'Orgelet (1674), Siège de Besançon (1674), Siège de Dole (1674), Siège de Salins (1674), Siège de Lure (1674), Siège de Faucogney (1674), Siège de Sainte-Anne (1674)
La seconde conquête de la Franche-Comté ou la conquête définitive de la Franche-Comté  est l'épisode comtois de la guerre de Hollande. Elle débute le 12 octobre 1673 et se termine le 10 juillet 1674 avec la prise du château de Sainte-Anne. Elle oppose la France au Comté de Bourgogne alors possession des Habsbourg d'Espagne et membre du Saint-Empire. Au terme d'une campagne de 9 mois, la France, par les traités de Nimègue  met fin à la guerre et parvient enfin à annexer la Franche-Comté.

## Les causes extérieures de la guerre
Après la guerre de Dévolution (1667-1668), Louis XIV croit devoir se débarrasser de la Triple-Alliance de La Haye de 1668, et surtout des Provinces-Unies s'il veut continuer à conquérir les territoires espagnols (selon lui-même l'héritage de son beau-père Philippe IV). De plus, malgré les tarifs douaniers français très protectionnistes de 1664 et 1667, les Hollandais sont de redoutables concurrents pour les marchands et fabricants français. Une victoire sur la Hollande permettrait de réduire le problème. Aussi Louvois, qui depuis 1670, dirige le secrétariat d'État à la guerre pousse dans cette direction. La guerre contre les Provinces-Unies doit lui permettre de montrer au roi ses talents d'organisateur, voire de s'imposer face aux brillants chefs de guerre comme Condé et Turenne. De plus, le fait que la république protestante laisse notamment éditer des médailles moquant le monarque catholique est pour ce dernier une atteinte à l'honneur français.
Les français avaient dû restituer le comté de Bourgogne pourtant conquis en 2 semaines lors du Traité d'Aix-la-Chapelle (1668).

## Contexte Comtois

### Contexte après la première conquête de 1668
Le pays est totalement désorganisé. Des émeutes, parfois meurtrières, éclatent dans les plus grandes villes : le peuple accuse ses parlementaires d'avoir livré la province aux Français. L'Espagne, furieuse que la Franche-Comté ne se soit pas défendue, ne nomme dès lors plus que des non-Comtois au poste de gouverneur. Le gouverneur don Geronimo de Quinones reçoit l'ordre de Madrid d’interdire tout poste à haute responsabilité aux Comtois. En effet lors de la guerre de Dévolution, le comté de Bourgogne, fatigué et usé par la guerre précédente, n'avait pas opposé une grande résistance aux Français. L'Espagne doute de la fidélité des Comtois, doute qui sera démenti plus tard par une attitude de résistance parfois même désespérée comme à Faucogney.

### Le complot du marquis de Listenois
En réaction à cette interdiction, le marquis de Listenois, qui est partisan d'une annexion française, fomente un coup d'état pour prendre le pouvoir. Le complot est organisé dans une auberge de Besançon, mais celui-ci est ébruité et les conjurés doivent fuir. Le marquis de Listenois s'enfuit avec les officiers et aristocrates qui l'accompagnent, dans l'actuel Jura, pour espérer ensuite gagner la France via la Bresse. Mais à Lons-le-Saunier il parvient à rallier la population et à se constituer un groupe de combattants d'environ 400 hommes, dont une bonne partie sont des paysans en armes. La Comté s'ébranle à la nouvelle du coup d'état manqué ; certains secteurs comme Dole, Conliège ou Courlaoux s'insurgent contre leur garnison espagnole, d'autres au contraire, comme Besançon, s'indignent de la tentative de complot. Le 13 février le gouverneur du comté publie un appel au peuple l'invitant à lutter contre le marquis de Listenois et une partie de la noblesse qui s'est révoltée. Cette déclaration fédère alors la population qui décide de soutenir son gouverneur et la cause espagnole.

### La bataille de Saint-Lothain

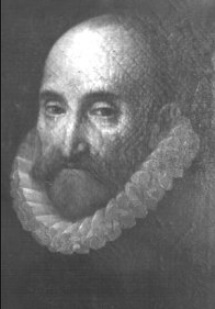
Claude Prost de Lacuzon

Le capitaine Lacuzon, partisan d'une Comté espagnole, est à ce moment-là en poste au château de Sainte-Anne. Il recrute à tout-va, pour grossir les rangs de son bataillon. Il est résolu à combattre et à stopper l'armée rebelle. Il est rejoint par un régiment de cavalerie espagnole commandée par un officier des Pays-Bas, le colonel Jean-François de Massiet. Lacuzon et de Massiet se mettent alors en mouvement pour Poligny et cherchent en tout hâte à rattraper les rebelles. Le 16 février, un nouvel édit du gouverneur somme les conjurés de se séparer sous peine d'être attaqués. Affolé par l’édit prononcé contre lui, le marquis de Listenois fait retraite vers la France. Mais, apprenant très vite qu'il était poursuivi, il décide de faire volte-face pour affronter ses poursuivants en les prenant de vitesse. Mais alors qu'il fait halte à Saint-Lothain avec sa troupe, pour se reposer le 25 février 1673, il est surpris par les troupes comtoises et espagnoles de Lacuzon et battu.Le marquis de Listenois ainsi que les quelques fidèles qui ont pu s'enfuir avec lui, parviennent à regagner la France. Ils se verront accorder un commandement au sein de l'armée française qui attaquera l'année suivante. Listenois participera notamment au siège de Vesoul avec les français. La victoire aura un retentissement important et sera célébrée jusque dans les Pays-Bas espagnols. Lacuzon entre définitivement dans la légende à la suite de cette bataille et deviendra le symbole de la résistance anti-française.

### Conséquences et préparatifs à la guerre
Côté comtois, l’événement va définitivement faire pencher les Comtois pour le parti espagnol et la population résistera héroïquement à l'attaque française dans de nombreuses villes comme à Salins, Besançon ou Arbois. Même si l'opinion publique reste fortement divisée, une majorité semble encore soutenir la domination espagnole. Mais les gouverneurs espagnols se montrent autoritaires et exigeants : ils pressentent le retour imminent des Français et s'évertuent à force d'impôts de relever les fortifications. Le 26 avril le gouverneur Quinones jugé trop conciliant par Madrid, est démis de ses fonctions et remplacé par Fransisco d'Alveida.
Déjà, dès les premiers jours de février 1672 des rumeurs de guerre se répandaient avec pour effet de donner une impulsion plus vive aux travaux de rétablissement des fortifications. Le nouveau mayeur de Dole, ordonne que tous les habitants, même les ecclésiastiques , soient astreints à participer aux travaux. Ce zèle était inutile, car en ce moment-là il n'entrait pas dans les projets du gouverneur espagnol  en cas de guerre, de défendre Dole, sérieusement. L'ennemi qui s'était montré du côté de Jonvelle s'arrêta sur la frontière, et la province en fut pour les frais assez lourds faits pour levée des milices, qui avaient été assemblées à Besançon.
Le 6 septembre un soldat français est surpris en flagrant délit de reconnaissance militaire du terrain.Le 22 septembre, dans une réunion du Magistrat, il est question de l'ordre du gouverneur de lever la milice pour le 26 septembre. Le vicomte-maïeur Bonnot propose d'envoyer "des commis auprès du seigneur marquis de Saint-Martin pour lui faire serment et reconnaître la juste et légitime domination de S.M. et lui garantir qu'ils sont résolus d'employer leur vies et leurs biens à lutter contre les Français. Le 12 octobre le gouverneur des Pays-Bas espagnols, le comte de Monterrey, déclare la guerre la France, entraînant sa province et la Franche-Comté jusqu’à présent neutre, dans la guerre.

## L'armée alliée en Franche-Comté

### La chaîne de commandement
Au début de l'année 1674, le commandement allié est réparti comme suit:
- Gouverneur Juan Domingo de Monterrey
  -  Gouverneur Francisco González d'Alveida, commandant en chef de l'armée alliée 
    -  Maréchal de camp Charles-Henri de Lorraine-Vaudémont Commandant en second de l'armée alliée 
      -  Colonel Sigismond d'Este de Borgomanero, commandant le secteur de Dole
      -  Colonel Jean-François de Massiet, commandant le bailliage d'Amont
      -  Colonel Guillaume de Pontamougeard, commandant le secteur de Salins
      -  Colonel Paul-François de Saint-Mauris commandant la ville de Besançon
      -  Colonel Jacques-Antoine de Maisod, commandant le secteur de Saint-Claude
      -  Colonel François Chappuis, commandant initialement le secteur de Vesoul, envoyé ensuite à Salins
      -  Colonel Albert-Eugène de Lullin, commandant le secteur de Lons-le Saunier
      -  Colonel Philippe Merceret de Méronna, commandant le secteur d'Arbois
      -  Colonel Prosper-Ambroise de Precipiano, Commandant des forts du secteur de Besançon 
        -  Sergent-Major André de Riverol, commandant la ville de Pesmes 
          -  Capitaine Francisco de Ravira, commandant la ville de Faucogney
          -  Capitaine Claude Balland commandant le fort de Saint-Anne
          -  Capitaine Claude de Mâcon d'Esboz, commandant le secteur de Vesoul
          -  Capitaine Claude Prost de Lacuzon, commandant le secteur de Mont sous Vaudrey
          -  Capitaine Camille de Féruffin, commandant le secteur de Luxeuil
          -  Capitaine Antoine Poly de Saint-Thiébaud, commandant le secteur d'Orgelet
          -  Capitaine Miland Paponet de Raumont, commandant la ville de Poligny[10]

### Les troupes alliées
On dénombre environ 10 000 soldats comtois dont la moitié seulement sont des militaires de métier. L'autre étant des miliciens.
On trouve environ 2200 soldats espagnols composés essentiellement d'éléments de cavalerie.
Enfin environ 1 millier d'impériaux sont disséminés en plusieurs petites garnisons à Dole, Gray, Salins et Besançon.

## L’armée française

### La chaîne de commandement
Au début de l'année 1674, le commandement français est réparti comme suit:
- Louis XIV
  -  François Michel Le Tellier de Louvois
    -  Philippe de Montaut-Bénac de Navailles
      -  Sébastien de Vauban,
      -  Jacques Henri de Durfort
      -  Henri-Jules de Bourbon-Condé
      -  Philippe de Lorraine
      -  François de Montmorency
      -  François d'Aubusson de la Feuillade
      -   François de La Mothe-Villebert d'Aspremont
      -  Louis de Clermont d'Amboise de Renel

## Déroulement du conflit

### Un début de guerre favorable aux comtois (12 Octobre 1673 - 11 février 1674)

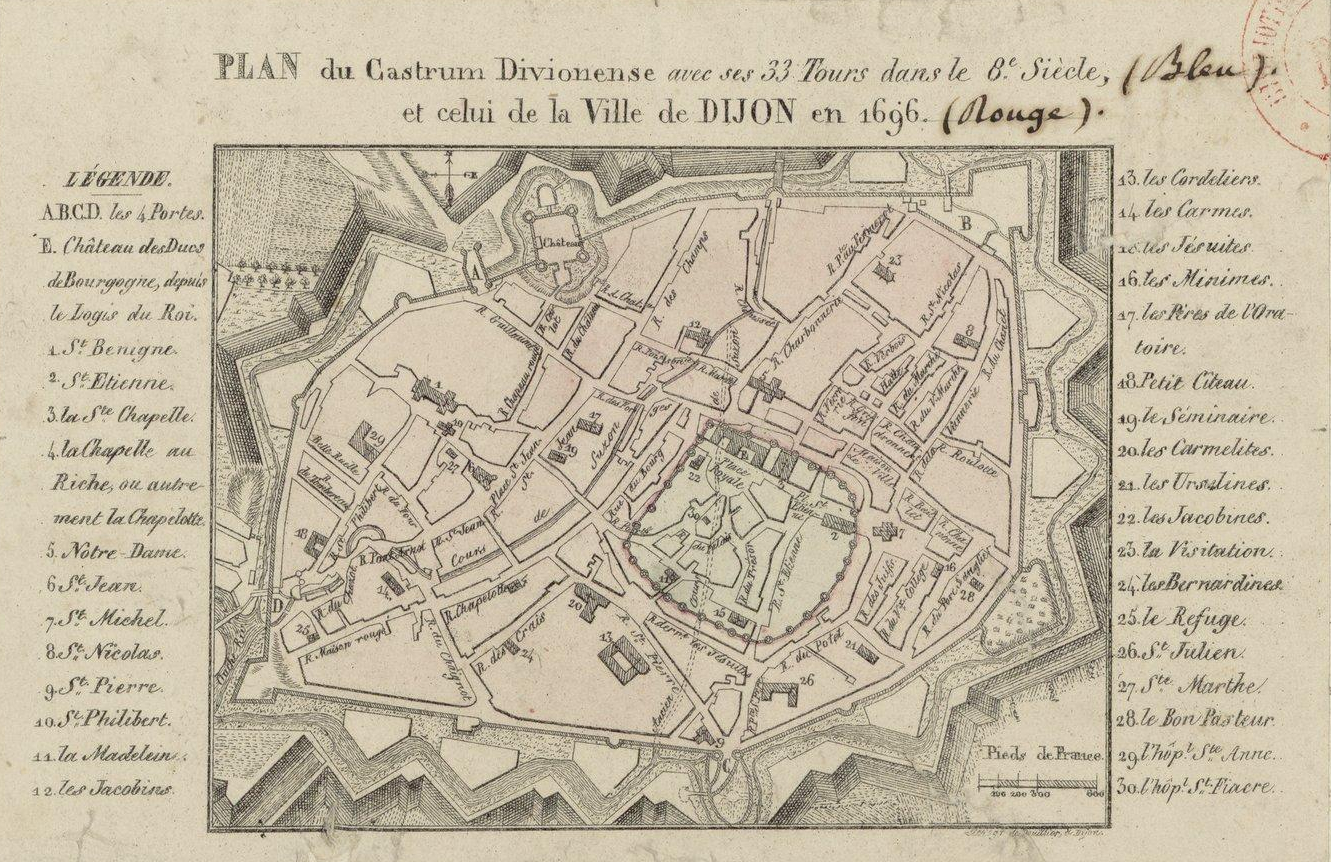
Dijon au XVIIe siècle

#### Offensives comtoises en Bourgogne et en Champagne (novembre 1673)
En novembre 1673, le conseil de guerre de Bruxelles lance préventivement des raids en Bourgogne et en Champagne dirigés par l'officier wallons, le colonel de Massiette. Ce dernier avec 1400 hommes se rue sur la Bourgogne et s'empare de Mirebeau puis pille et capture tout sur son passage. Le 20 novembre il parvient aux portes de Dijon où la population est terrifiée, et dont les vieilles murailles ont été réparées à la hâte. Au terme d'une résistance opiniâtre, la cité bourguignonne va tenir. L'armée comtoise était essentiellement composée de jeunes recrues non-aguéries qui s'enfuirent au contact du feu. Malgré l'échec à Dijon, cette offensive est un succès: le secteur entre Gray et Dijon  est entièrement pris et pillé. Une nouvelle offensive est lancée sur le sud de la Champagne à Fayl-Billot: la ville et son secteur est prise, c'est à nouveau un succès. Les raids seront même poussés jusqu'aux remparts de Langres, terrorisant les habitants de la cité.
Les Français contre-attaquent aux environs du 25 novembre sur les villes de Saint-Amour et Lons le Saunier et prennent Courlaoux mais leur offensive est repoussée par le peuple comtois et les Français doivent battre en retraite. Lacuzon souhaite saisir l'occasion pour poursuivre l'armée française en retraite et la détruire, mais son supérieur le marquis de Lullin, officier comtois pro-français, refuse sèchement et lui donne l'ordre de tenir sa position.

#### Combats dans le nord-est et massacre d'Arcey (décembre 1673 - février 1674)
En décembre les travaux de rénovation des places de Gray, Salins, Dole et Saint-Anne redoublent d'intensité. La guerre continue : le 23 décembre une offensive française est à nouveau repoussé à Beaufort par le capitaine Poly de Saint-Thiebaud, largement inférieur en nombre. Quelques jours plus tard, Massiette lance un nouvel assaut victorieux sur le sud de l'Alsace. Il bouscule et met en déroute de nombreux détachements militaires qui y stationnaient et s'en prend même à la ville de Belfort ou il est finalement repoussé par son artillerie. Il parvient néanmoins à capturer et à piller les villages environnants. Les comtois repartent à nouveau avec du butin et du bétail. Mais cette fois-ci, les Français vont réagir vigoureusement. Le marquis de Vaubrun donne l'ordre au colonel de Vascal, chef des détachements mis en fuite par Massiette, d'attaquer l'est du comté de Bourgogne entre Villersexel et la frontière suisse.C'est dans ce contexte que va se dérouler le massacre d'Arcey. Des paysans refusant de se rendre à Arcey sont brûlés vifs dans le clocher où ils s'étaient réfugiés. L’événement ravive le sentiment anti-français et sera même déterminant sur la détermination et le moral des comtois dans le conflit. En février une garnison française stationnée à Pont de Roide, est attaquée et massacrée par des miliciens Comtois en s'écriant "Mort aux bourreaux d'Arcey!" Un peu partout, sur la frontière nord-est, les embuscades contre les Français s'intensifient, l'offensive française depuis l'Alsace se change en défaite. Le régiment de dragon français qui avaient pris Arcey, harcelé par la population, perdit 200 hommes lors de leur retour sur Belfort 
Le 11 février, Massiette signale au gouverneur l'arrivée d'une puissante armée à Dijon. Se sentant à l'abri par les rivières en crues et les conditions hivernales, ce dernier ne réagira pas.

### La campagne française de 1674 (12 février - 10 juillet)

#### La première phase: conquête du bailliage d'Amont (12 février - 7 mars 1674)

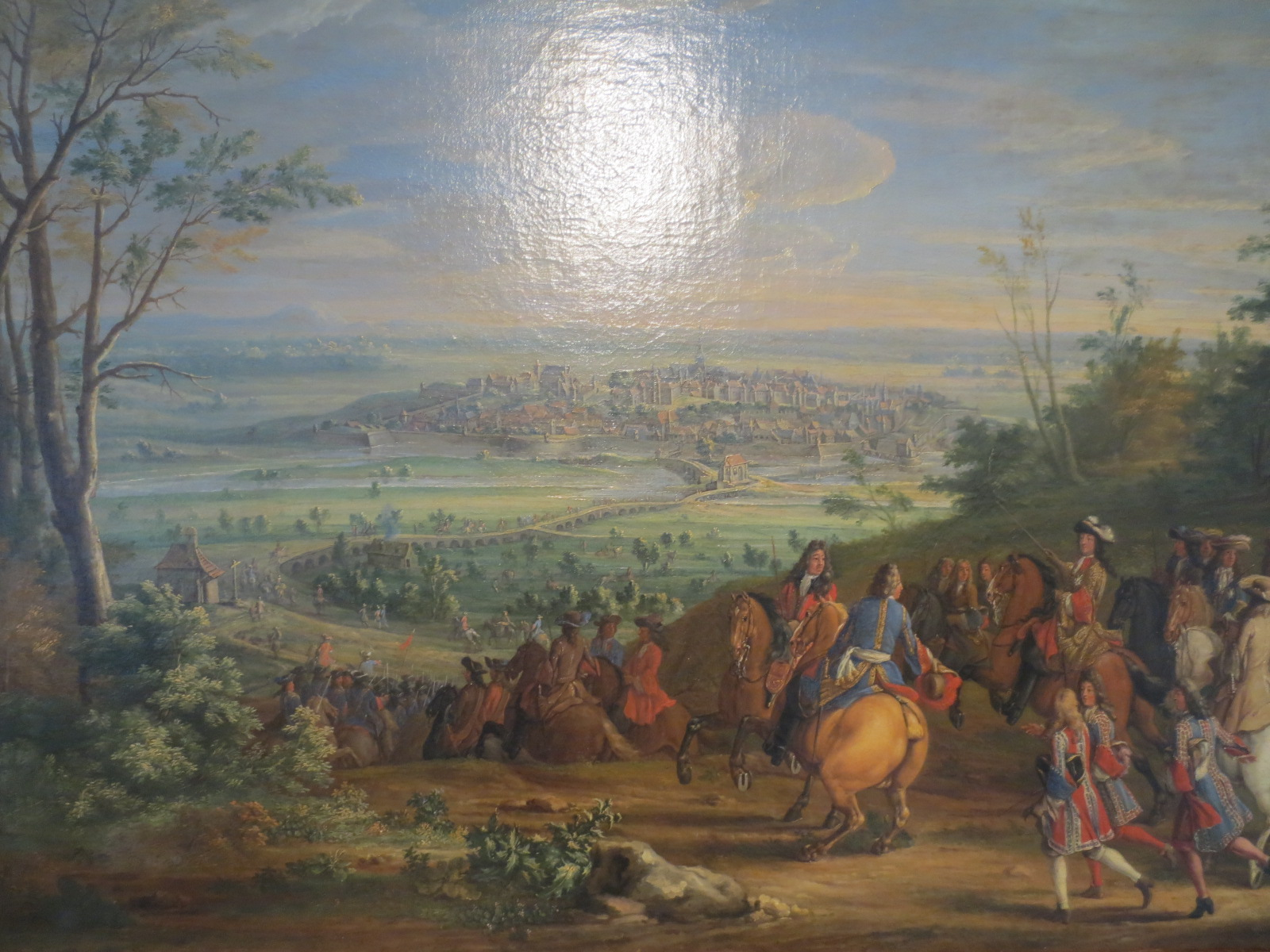
Siège de Gray en février 1674

Avec une armée de 10 000 hommes, le duc de Navailles est chargé d'attaquer les villes de Pesmes, Gy, Marnay, Saint-Loup, Vesoul et Gray. Le 12 février, la cavalerie française passe la frontière à Broye-les-Pesmes et arrive péniblement devant Pesmes à cause de l'état des routes. Aussitôt, le commandant français somme le gouverneur de la ville de se rendre. Paniqué et pris au dépourvu par cette attaque inattendue du fait de la météo défavorable, le gouverneur de Pesmes, André de Riverol, capitule le 15 février après seulement quelques coups de canons. Dans le camp comtois, la consternation est grande ; on pensait la cité à l'abri et protégée derrière la rivière en crue. La frustration est d'autant plus grande que la cité n'a tenu que quelques jours. De plus, les Français s'emparent de grandes quantités de vivres et de munitions. La prise de Pesmes permet aux Français de prendre pied dans le comté de Bourgogne : la route de Gray et de Marnay est à présent ouverte.
Le duc de Navailles quitte Pesmes avec ses troupes le 23 février à 6 h 00 du matin. Quelques heures après, les premiers éléments de cavalerie sont aperçus du côté de Gray-la-Ville et le lendemain la ville est encerclée de tous les côtés. Malgré plusieurs sorties audacieuses .et une défense qui impressionna les Français, Massiette pressé par son état-major capitule dans la nuit du 28 février. Après la chute de Gray, le duc de Navailles divise son armée en deux et en envoya une pour prendre Marnay  et l'autre pour assiéger Vesoul . Cette armée était composée de régiments de cavalerie, dirigés par le duc de La Feuillade et le marquis de Listenois.À cette époque le commandant de la place de Vesoul est le capitaine Claude François de Mâcon d'Esboz. Apprenant l'arrivée prochaine des Français, ce dernier décide aller au devant des avant-gardes ennemies et de les contenir sur la Saône ou le Durgeon pour pallier le déséquilibre des forces qu'il sait être supérieur. C'est à Scey-sur Saône, que le contacte avec les avant-gardes françaises s'opère. Les comtois parviennent pénétrer dans la ville que les Français tenaient depuis peu et un féroce combat de rue s'engage. Le résultat est indécis et pour épargner les populations civiles, Macon d'Esboz retraite sur Chariez ou il parvient à contenir de nouveau les Français un jour de plus. Le 4 mars au matin, les Français sont devant Vesoul déterminé à résister. Mais, les Français ont un agent infiltré dans la place : un certain Labbé, gendre d'un notable comtois, qui, par ses discours, découragera les élites et la population de résister, d'autant que les renforts ne sont toujours pas en vue. Le gros des forces françaises avance, pour sa part, péniblement de Gray à Vesoul, la pluie rendant les chemins impraticables. Les notables de Vesoul se rassemblent pour décider de la situation ; c'est alors qu'ils choisissent la capitulation,. Mâcon d'Esboz, qui n'a pas été consulté, refuse la reddition et parvient à quitter la ville avec son détachement avant l'entrée de Français. Il continuera le combat avec ses hommes plus à l'est et participera notamment au siège de Faucogney. Le 9 mars, les avant-gardes françaises commandées par Listenois, se portent sur Luxeuil dans l'intention la conquérir facilement. Mais la défense énergique des habitants et soldats, surprend et repousse les cavaliers français qui brulent ses faubourgs et renoncent provisoirement à la conquête du secteur nord-est du bailliage d'Amont. Entre-temps, Saint-Loup, Marnay, Oiselay, et Rigney sont pris.

#### Le premier assaut sur le bailliage d'Aval (10 mars- 3 avril 1674)

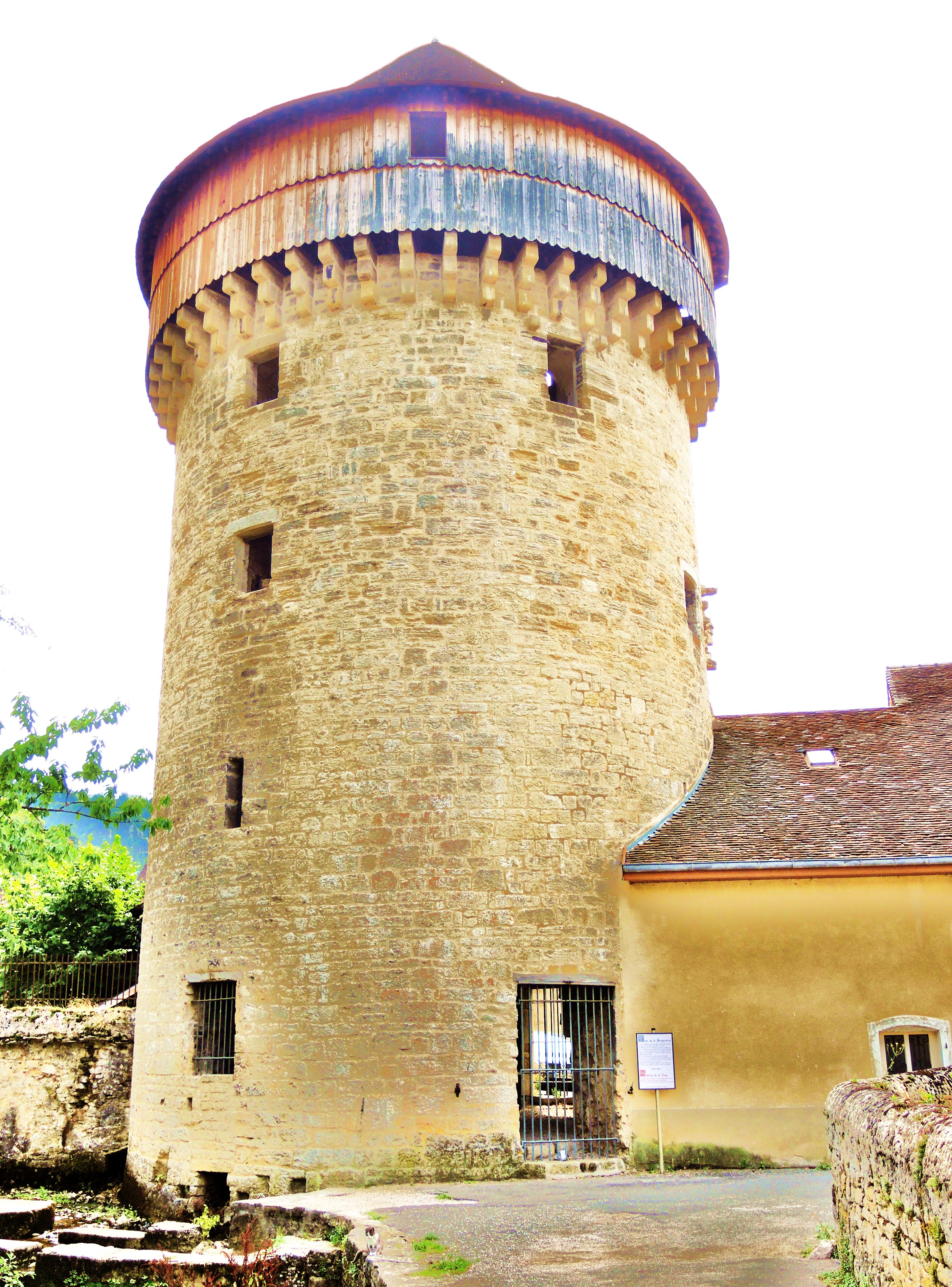
Vestiges des fortifications de Poligny

Début mars, une colonne française entre dans le bailliage d'aval l'objectif et de prendre Lons le Saunier, Orgelet, Poligny Salins et Arbois. Lons dégarnie de ses défenseurs prélevés par le gouverneur don Francisco Gonzalès d'Alveida, renonce a se battre et se rend le 10 mars. Le maire d'Arbois  , dans un tout autre état d'esprit, réclame des soldats et de l'argent au gouverneur du comté de Bourgogne , qui non seulement lui refuse mais fait prélever la garnison d'Arbois pour l'envoyer à Salins. Il lui envoie néanmoins le 19 mars, un gentilhomme jurassien le lieutenant-colonel Philippe Merceret de Mérona (1610-1690) chargé d'organiser la défense de la ville. Arbois est entourée d'une petite enceinte fine et vétuste, abîmée par la guerre de 1668. Elle n'est défendue que par les hommes de la ville, constitués en milices et équipés d'armes hétéroclites. Les habitants des faubourgs et des proches villages qui auraient pu grossir ses rangs, s'enfuient quelques jours avant l'arrivée des Français.
Le 23 mars Orgelet est conquis après de très brefs combats. Poligny qui résista 2 journées, tombe à son tour. Les Français peuvent maintenant s'en prendre à Arbois. Un détachement conduit par le vicomte d'Aspremont, officier et ingénieur militaire, est chargé de prendre Arbois. La ville qui lui a été décrite comme plaisante et peu gardée, doit être une prise de guerre facile où ses hommes seront récompensés par les barils de vin stockés dans les caves arboisiennes. Mais les Français vont échouer à prendre la cité arboisienne défendue par sa population déterminée. Les bombardements et assauts répétés ne donnent rien. Les soldats français fatigués de leur marche ne parviennent pas atteindre les murailles couvert par des feux nourris de mousquets. Durant la nuit du 30 au 31 mars, sans doute avertis de l'arrivée de renfort comtois, dans la confusion, les Français battent en retraite. La victoire des comtois à Arbois sauve provisoirement la bailliage d'Aval. , Le prince de Vaudémont accompagné de renforts fait une entrée triomphale dans la ville le premier avril et parvient presque à reprendre Poligny dans les jours qui suivent. Le 1er avril, un tercio comtois commandé par le colonel Jacques-Antoine de Maisod reprend le contrôle du secteur d'Orgelet et massacre une partie la garnison française de la ville et en retient une autre prisonnière. Ce dernier maîtrisera jusqu'à la fin juin l'accès au Haut-Jura et harcèlera en permanence les mouvements ennemis. L'offensive française dans le bailliage d'Aval est fortement ralentie et mise à mal dans plusieurs secteurs.

#### Troisième phase: l'offensive principale sur Besançon et Dole (19 avril-6 juin 1674)

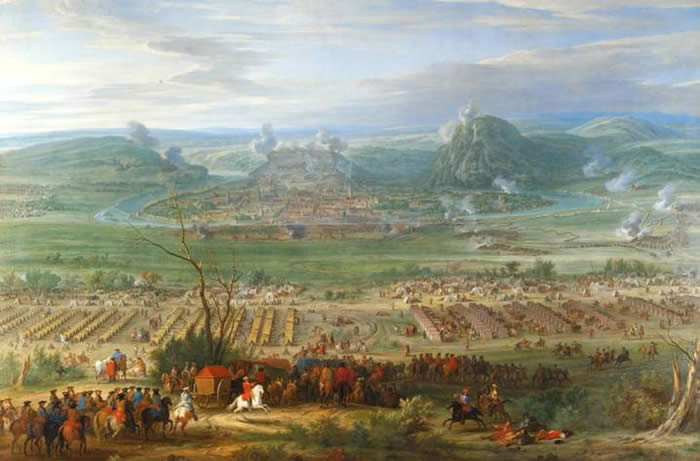
Siège de Besançon en 1674

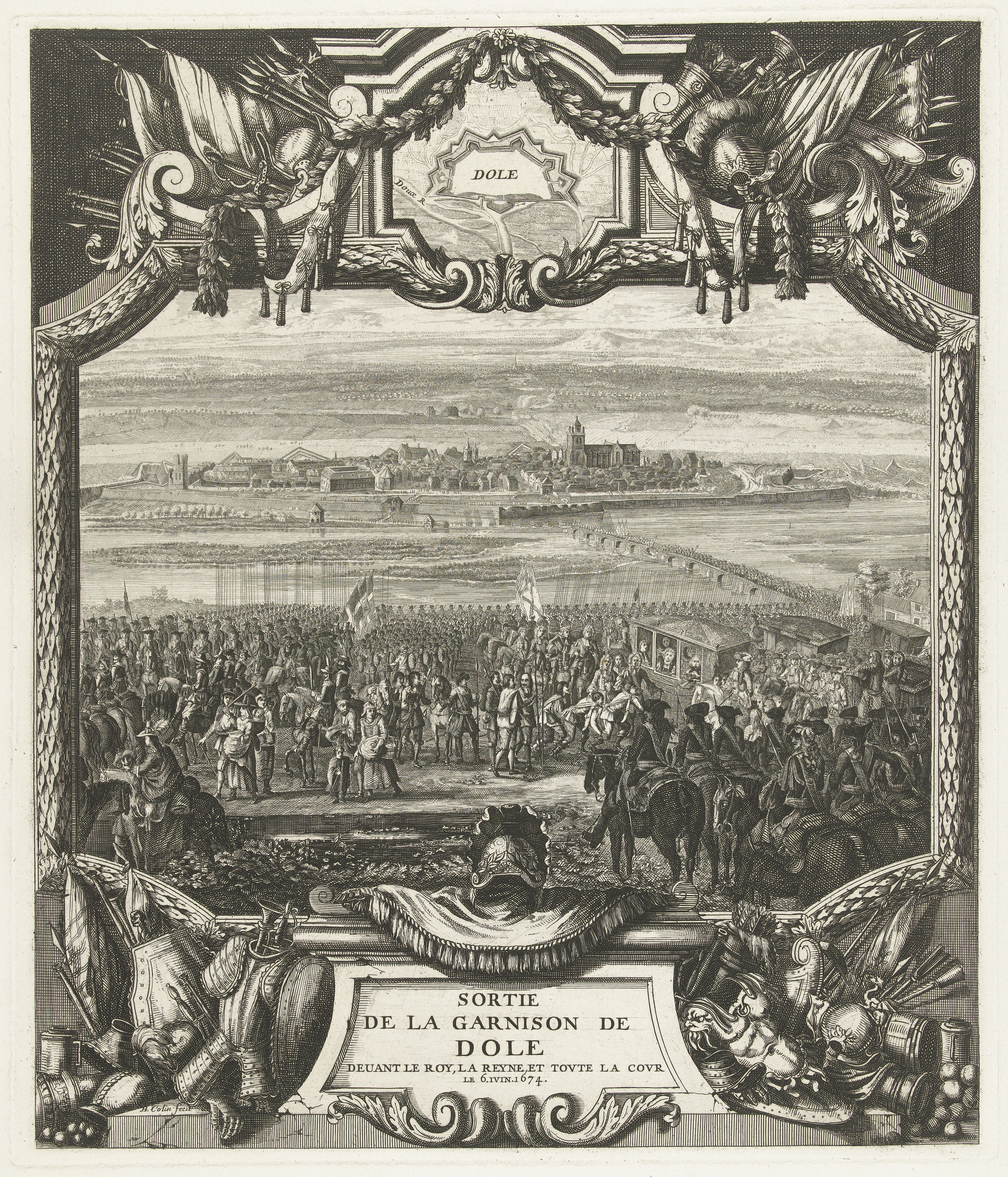
Sortie de la garnison espagnole de Dole au lendemain de sa reddition

Mi-avril, Louis XIV avec le gros de son armée attaque directement Besançon et le bailliage du Milieu, en évitant dans un premier temps Dole dont la résistance au siège de 1636 avait laissé un fort souvenir aux Français. Avec Salins, Besançon est l'une des principales réserves militaires du comté de Bourgogne: les trois quarts des troupes y sont stationnées. La destruction de la cité éliminerait d'un coup la moitié des effectifs comtois. Alors que Louvois a planifié la prise de Salins et de Dole avant celle de Besançon, Vauban intervient et conseille au ministre de s'attaquer d'abord à cette dernière, ce qu'il accepte.
Les Français investissent la cité du 25 avril au 5 mai 1674 avec 15 à 20 000 hommes : l'armée du duc d'Enghien, fils du "grand Condé". À la première sommation du duc d'Enghien, Saint-Mauris répond que les citoyens verseront "jusqu'à la dernière goutte de leur sang" et useront "jusqu'au dernier grain de leur poudre". Lors du siège, les Comtois vont tenter plusieurs sorties par Chamars, Bregille et Trois-Châtels, occasionnant des pertes sensibles parmi les assiégeants. Les Comtois font demander des renforts au gouverneur dom Fransisco d'Alveyda, qui a quitté la ville avant le début des hostilités, mais ceux-ci sont dérisoires. Les autorités de la ville décident d'envoyer un parlementaire, qui est conduit au roi à Saint-Ferjeux le 15 mai au matin. Louis XIV accorde la capitulation suivant les mêmes termes qu'en 1668, le maintien des privilèges étant notamment garanti.
Entre-temps le 5 mai Ornans qui s'était pourtant retranchée et préparée à résister, se rend finalement sans combattre. Le 8 ce fut le tour de Pontarlier. Après la prise de Besançon, Louis XIV demande au duc d'Enghien de s'emparer de Dole, la capitale comtoise. Son armée arrive devant la ville le 26 mai. La place, défendue par 3 000 hommes, est commandée par Sigismond III d'Este (it), marquis de Borgomanero, prince du Saint-Empire. Le 27 mai, le roi Louis XIV arrive devant Dole. Après examen des défenses de la ville, il est décidé que l'attaque principale se porterait sur l'est de la ville à la porte de Besançon. Les Comtois lancent une attaque de cavalerie en fin de journée qui, dans un premier temps, déstabilise les Français. Puis, dans un second, ceux-ci reprennent l'avantage et refoulent les cavaliers dans la ville.Le 30, l'artillerie commence son pilonnage dans le but de supprimer les canons comtois et les défenses de la courtine. Les tirs meurtriers déciment les troupes comtoises. Le 6 juin, les mines des galeries explosent et ouvrent une large brèche dans les murs. Les Français préparent un assaut pour le soir. A 17 heures, faute de combattants en nombre pour pouvoir résister, les assiégés se rendent.

#### Quatrième phase: second assaut sur le bailliage d'Aval et prise décisive de Salins (4 - 21 juin 1674)

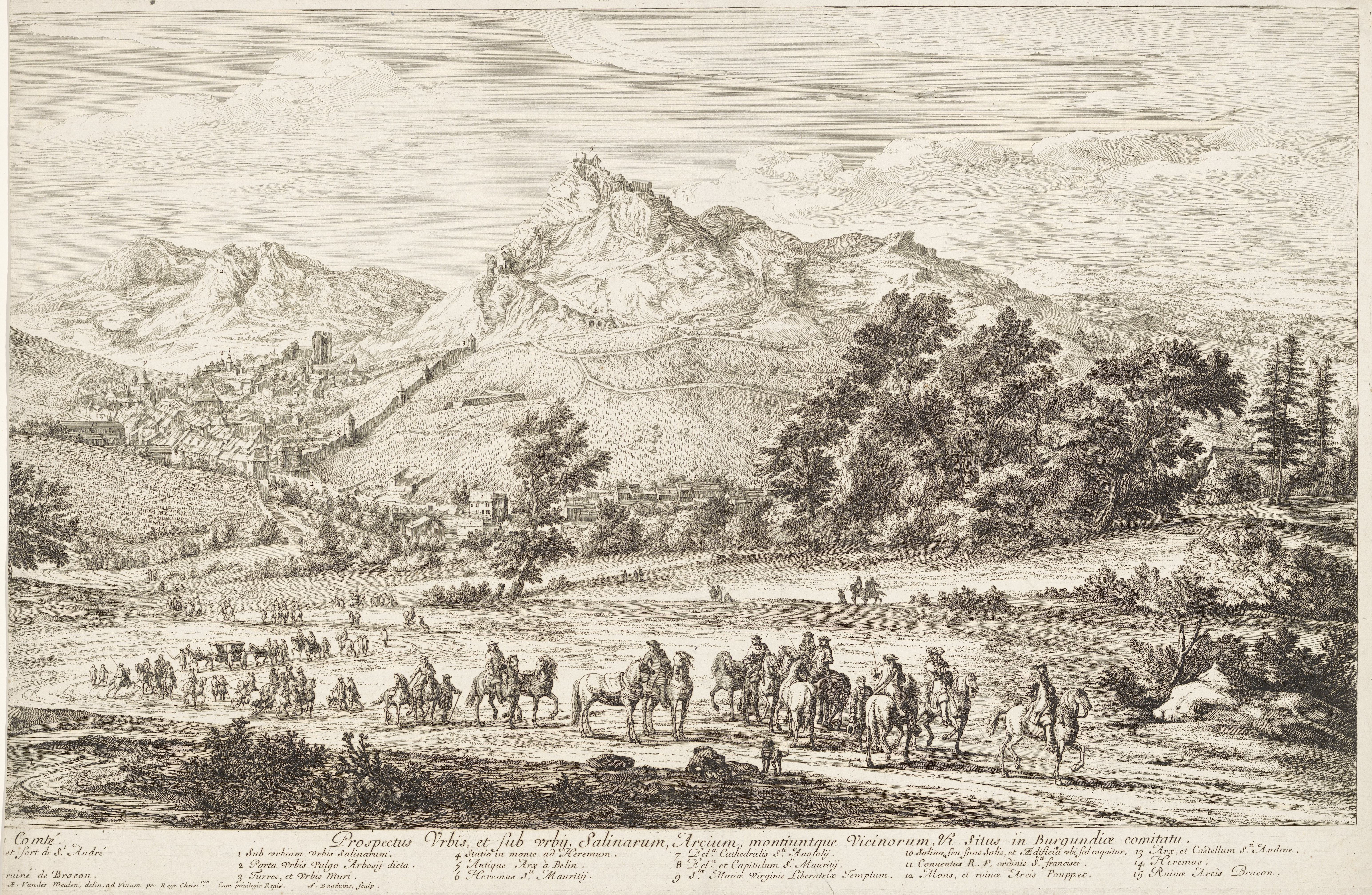
Salins à la fin du XVIIè siècle

Après la victoire de Dole, le roi Louis XIV rentre à Paris et laisse l'armée sous le commandement du duc de la Feuillade. Le reste de l'armée française peut maintenant s'en prendre à la ville de Salins, dernière place majeure du comté de Bourgogne, cœur économique de la province et dernière réserve militaire. La ville de Salins est bien protégée par de solides murailles et un réseau de plusieurs forts qui ceinturent la cité. On compte environ 3000 défenseurs contre 11000 Français. Le 4 juin, les Français se présentent aux portes de la ville vers les 8 heures du matin et s'emparent du couvent des Carmes, que le commandant de la garnison s'empresse d'incendier, ainsi que les faubourgs « Chantave » et « Galvot ». Les jours suivants se succèdent sans combats. Le 6 juin, les assiégeants, au pied du mont Ivory, sont délogés à coups de canon depuis le fort Guyon. Le lendemain, c'est une batterie installée dans les vignes de « Pré-Moreau » et une autre « Derrière-les-Peteaux » qui forcent les Français à reculer. Le 11 juin, les Français récupèrent les troupes qui venaient de faire tomber Dole et établissent trois batteries composées chacune de trois canons portant des boulets de 25 livres, l'une sur la montagne Saint-André, l'autre contre le fort de « Champ-Reffond » et la troisième contre le fort de Bracon.
Les Français sont en difficulté sur ce terrain rocailleux  où il est quasiment impossible de construire des tranchées et ne peuvent donc pas s'approcher suffisamment de la cité comtoise. Mais un concours de circonstances malheureux va faire écrouler le dispositif de défense comtois. Le 20, le fort Saint-André étant en feu, Pontamougeard et le comte de Berg décident de l'abandonner à l'ennemi et d'envoyer la garnison à Salins. Perçu par les autres soldats comtois comme un signe de défaite, un mouvement de panique s'empare des garnisons des forts de Bracon, de Saint-Martin et de « la Rate », qui tombent tous entre les mains des assaillants. Forts de ce succès, les Français tentent d'entrer en ville, mais ils sont repoussés par les milices venues sur les remparts. Devant le péril imminent, les magistrats, les notables et le conseiller du roi d'Espagne se réunissent à la maison de la ville et conviennent d'envoyer un tambour auprès du duc pour demander une trêve et proposer une capitulation. La trêve est accordée à la condition que la ville et la garnison envoient des otages. Le duc de Feuillade acceptait les termes de la capitulation si le dernier fort encore debout se rendait. Pendant les négociations, Lacuzon, n'acceptant pas la reddition, continue de faire tirer ses canons depuis la tour de Cicon, qu'il était chargé de défendre. Le lendemain, 500 Français entrent et défilent dans Salins, qui devient définitivement française.
Le siège de Salins sera le plus coûteux en vies humaines pour la France ; entre 2 000 et plus de 3 000 morts, selon certaines sources. Contre seulement quelques centaines pour les comtois. Il est de même, le plus important et le plus symbolique siège de la campagne, puisqu'il s'agit de la dernière grande ville comtoise à tomber. C'était aussi la dernière réserve de soldats du comté de Bourgogne. Avec la prise de Salins, sans intervention extérieure de l'Espagne ou du Saint-Empire, il n'y a plus de possibilité de contre-attaque, voire de résistance. À ce stade, les jeux sont faits pour les comtois 

#### Achèvement de la conquête du bailliage d'Amont (1er- 4 juillet)

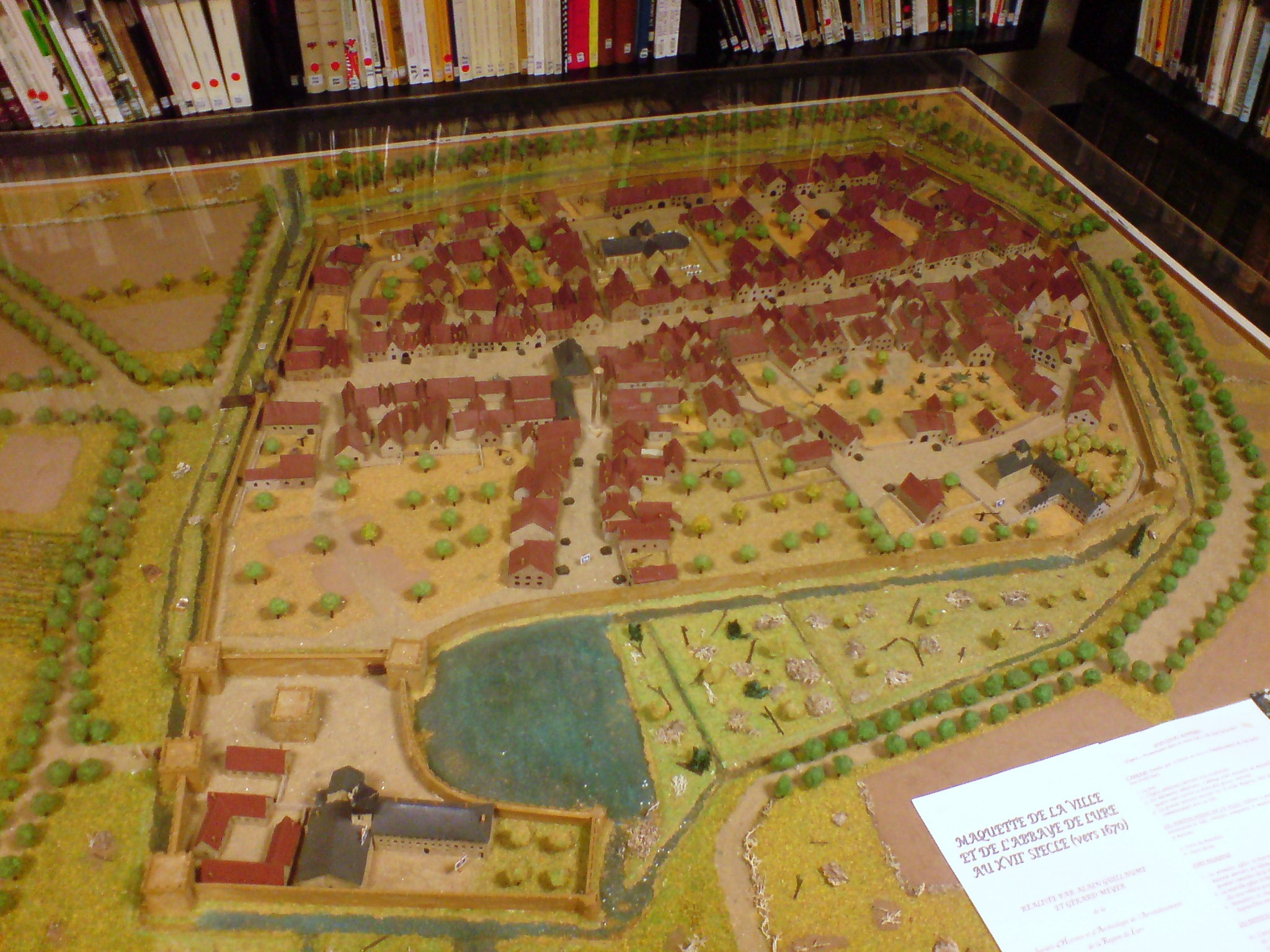
Lure vers 1670

À partir de ce moment, restent les secteurs de Saint-Claude et Luxeuil, qui tomberont dans les semaines suivantes.
Luxeuil, qui avait si brillamment résisté au printemps, est cette fois-ci sans défense, abandonnée par sa garnison qui a déserté. Elle tombe sans coup férir le 1er juillet. Deux jours après, Lure capitule après 3 jours de siège et 6 heures de pilonnage d'artillerie. Les bourgeois de la ville ont ouvert les portes de la cité aux Français et la garnison s'est réfugié dans l'abbaye ou elle résista 2 jours de plus.
Reste la cité fortifiée de Faucogney, bien déterminée à se battre et galvanisé par le père Schmidt qui dirigeait l'artillerie bisontine lors de son siège. Elle est commandée par l'Italien Francisco de Ravira, sergent-major dans l'armée espagnole. Il a sous ses ordres une compagnie de 50 soldats espagnols. Se trouve présent aussi le défenseur de Vesoul, le capitaine de Macon d'Esboz, à la tête d'une compagnie de miliciens. Le 3 juillet, les Français arrivent devant la cité, pavoisée de rouge, couleur du comté de Bourgogne à l'époque. Ces derniers approchent aussitôt des remparts, mais sont repoussés par un feu nourri de mousquets et se retirent avec de nombreuses pertes, dont l'officier qui commandait l'attaque. Juste après, une trompette française est envoyée au-devant de la ville et somme son gouverneur de capituler, mais ce dernier répond « qu'il est résolu à mourir pour le Roy à l'exemple de ceux d'Arcey, plutôt que de tomber aux mains des Français ». L'artillerie est installée face à la ville et les tirs d'artillerie ne vont cesser de toute la journée. Le lendemain, au cours de la matinée, une brèche est alors faite dans les murs. À 11 heures, c'est l'assaut. Péniblement, les Français passent les deux fossés, dont l'un n'est pas complètement comblé. S'ils sont dans un premier temps refoulés avec des pertes élevées, ils pénètrent ensuite dans la ville, par la brèche. Au prix de lourdes pertes ils se répandent dans la ville incendiant et pillant tout sur leur passage.Dans l'église, des femmes sont agressées et violées, et l'édifice est saccagé. Dans le reste de la ville, de nombreux civils sont tués, dont des vieillards. Le commandant de Ravira, n'ayant plus d'informations sur les combats, ni de prise sur ses hommes, capitule depuis son château: le bailliage d'Amont est maintenant entièrement sous contrôle 

#### Achèvement de la conquête du bailliage d'Aval (2 - 10 juillet)
Pendant le siège de Salins, les Français ont repris la moitié est du bailliage d'Aval dont Poligny et le secteur d'Orgelet, qui avait été repris et surtout Arbois qui avait brillamment résisté en mars. Cette dernière avait bien pensé résister de nouveau mais cette fois devant la démesure des forces adverse et l'état de ses murailles, elle capitulera rapidement le 11 juin. À la chute de Salins, seules les hauteurs jurassiennes demeurent encore hors de contrôle. Deux puissants forts, Joux et Saint-Anne, et la ville de Saint-Claude sont encore à conquérir. La ville de Saint-Claude, découragée par la tournure des événements, capitule le 2 juillet face au duc de Duras.
Le 4 juillet, le château de Joux, où s'était réfugié le gouverneur du comté, Don Fransisco Gonzalès d'Alvelda, capitule également sans combattre malgré la détermination des défenseurs. Le gouverneur après avoir imposé la reddition, s'enfuit alors en Suisse.

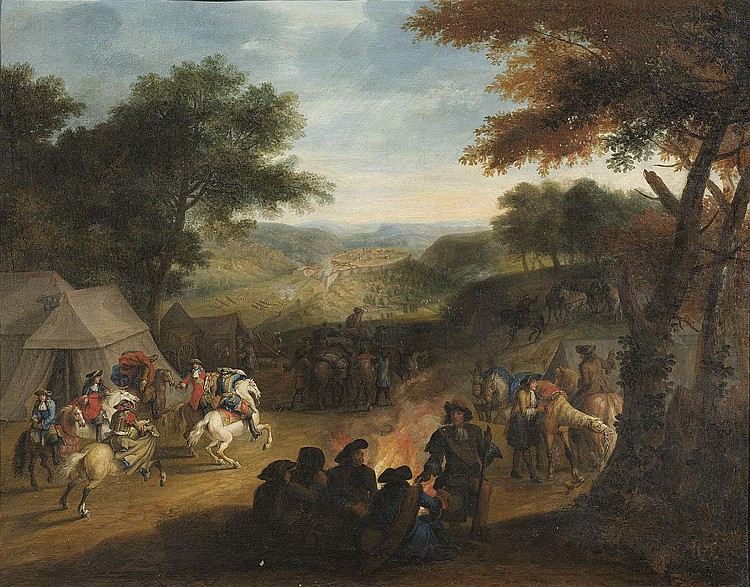
Siège du château de Sainte-Anne en 1674

Ne reste plus que la place forte de Sainte-Anne, commandée par le gendre du célèbre Lacuzon, le capitaine Claude Balland. Officier courageux et déterminé, il s'est illustré avec son beau-père durant les guerres précédentes. Il a été nommé commandant de la place l'année précédente. La place de Sainte Anne était réputée imprenable parce qu’elle n’était accessible que par un étroit passage facile à garder. Lors de la guerre de Dix ans, elle n'avait pas pu être prise et lors de la guerre de Dévolution, elle n'avait capitulé que sur ordre du gouverneur de la Baume. Le duc de Duras se présente le 7 juillet devant le château de Sainte-Anne. Claude Balland n’a sous ses ordres que 63 hommes, dont la majorité sont des paysans des environs. Les Comtois organisent un système de feux roulants continuel qui se révèlent très efficace. Le 10 dans la journée, après deux jours de bombardement intensif, une brèche parvient à être faite. En fin de journée, les Comtois, qui ont réussi à maintenir les Français à distance, manquent de munitions. Claude Balland fait tirer un dernier coup de canon symbolique puis, à la tombée de la nuit, les assiégés descendent discrètement par la falaise et réussissent à évacuer la place quasiment sans pertes.
L'abandon du château de Sainte-Anne sonne le glas de l’indépendance de la Franche-Comté. Les combats s'arrêtent alors dans toute la région.

## Conséquences

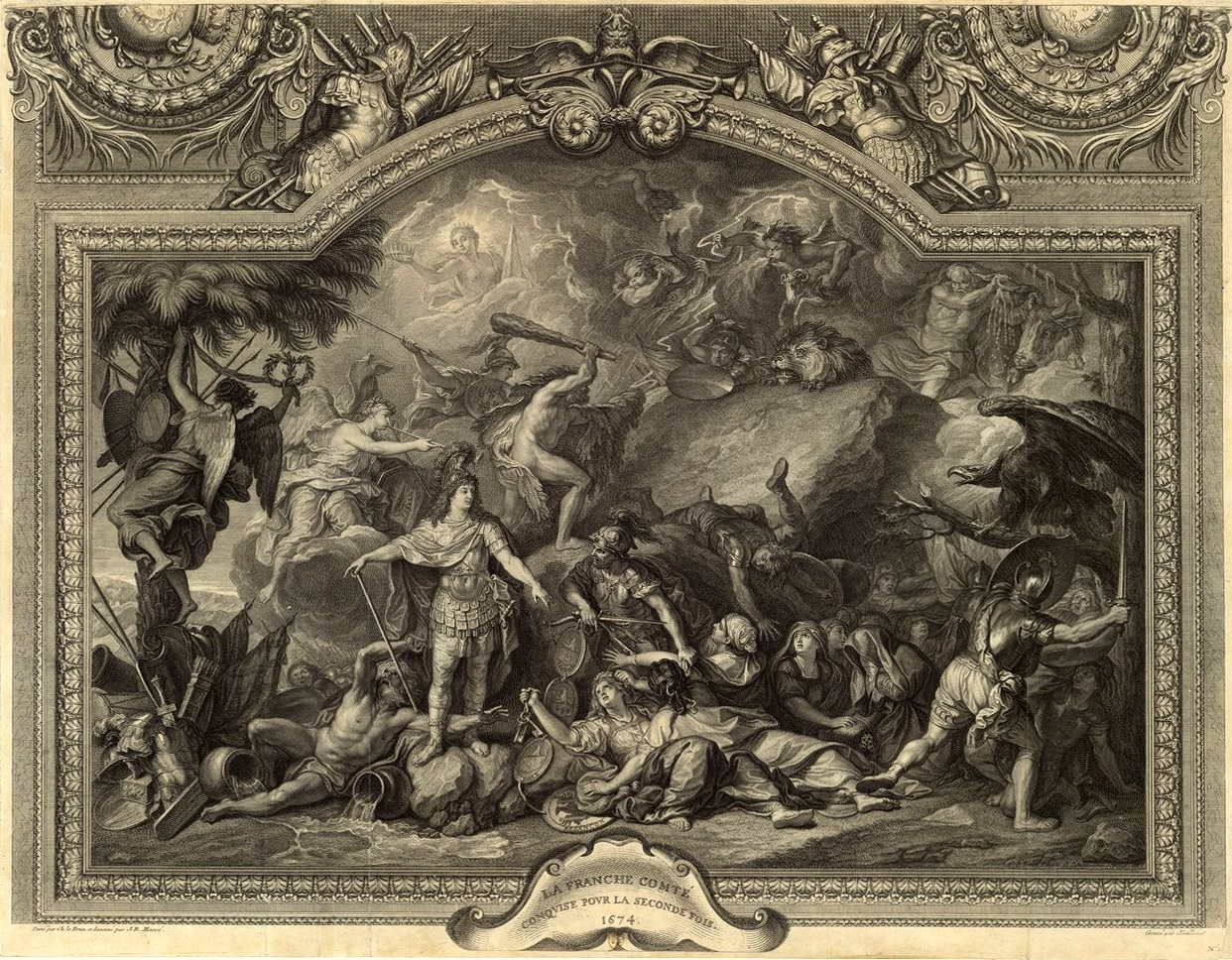
La Franche comté conquise pour la seconde fois en 1674

Au terme d'une campagne de presque 6 mois (contre seulement 2 semaines lors de la première conquête de 1668) le comté de Bourgogne devient définitivement français sous le nom de Franche-Comté. Après 1678, il n'y a plus de révolte en Franche-Comté mais la domination française est toujours contestée par une partie de la population notamment paysanne. La tradition à cette époque était de s'enterrer face à l'est ou face contre terre pour manifester son hostilité au royaume de France. Entre 1702 et 1709 de nombreux complots sont déjoués et leurs meneurs exécutés. Les intendants nommés par le roi pour administrer la province sont détestés, parfois menacés physiquement. Il faudra attendre la seconde moitié du XVIIIe siècle pour que la population accepte complètement son annexion.